# Abd al-Rahman IV
Pour les articles homonymes, voir Abderrahmane.
`Abd ar-Rahman Ibn Muhammad « al-Murtadhâ » ou `Abd ar-Rahman IV (arabe : “المرتضى” عبد الرحمن بن محمد), est un Omeyyade arrière-petit-fils d'Abd al-Rahman III. Il succède à l'Hammudite `Alī ben Hammud « an-Nāsir » comme calife omeyyade de Cordoue le 30 avril 1018. Il est mort en 1018. C'est un autre Hammudite qui lui a succédé Al-Qâsîm « al-Ma'mûn ».

## Biographie
Au début des luttes de succession et de pouvoir qui suivent la mort d'Hicham II, il se retire à l'écart de Cordoue, puis se réfugie à Valence lorsque l'hammudite Alī ben Hammud al-Nāsir se proclame calife. Avec l'aide des gouverneurs de Valence et de Saragosse, il marche contre Cordoue et prend le pouvoir après l'assassinat d'Alī ben Hammud. Mais il ne dispose pas d'une armée suffisante pour faire face au frère d'Ali, Al-Qâsîm « al-Ma'mûn », et est vaincu et tué à son tour, après avoir tenté de prendre Grenade.

### Documentation externe
- (ar) الأمويون/أمويو الأندلس/بنو أمية في الأندلس- ثم بني ح
- (es) Hispanomusulmanes (711-1492)